# Federazione di baseball dell'Ecuador
La Federazione ecuadoriana di baseball (spa. Federación Ecuatoriana de Béisbol) è un'organizzazione fondata nel 1990 per governare la pratica del baseball e del softball in Ecuador.
Organizza il campionato maschile e di softball femminile, e pone sotto la propria egida la nazionale maschile e di softball femminile.